# 2020 au Guatemala
Cet article présente les faits marquants de l'année 2020 au Guatemala.

## Évènements
- 6 novembre : l'ouragan Eta touche le Guatemala, le bilan humain est estimé à environ 150 morts et disparus[1].
- 21 novembre : après le vote d'un budget qui réduit celui des écoles, de la lutte contre la pauvreté et des hôpitaux publics, en pleine pandémie de covid-19 et alors que le Guatemala doit gérer les conséquences des ouragans Eta et Iota qui ont fait environ 150 morts et disparus, mais qui accorde de l'argent à de grosses entreprises privées soupçonnées d'avoir bénéficié de favoritisme, une manifestation pour demander un nouveau budget et la démission du président Alejandro Giammattei réunit 7000 personnes à Guatemala, où les bâtiments du Congrès de la République du Guatemala sont incendiés[2] ; le 23 novembre, le Parlement suspend son projet de budget[3].